# Tomasz Lisowicz
Tomasz Lisowicz (Kalisz, Polonia, 23 de febrero de 1977-8 de agosto de 2024) fue un ciclista polaco profesional desde el 2000 al 2011 y su mejor victoria fue la consecución del Campeonato de Polonia de Ciclismo Contrarreloj en 2003.

## Palmarés
2002
- Puchar Uzdrowisk Karpackich

2003
- Campeonato de Polonia Contrarreloj

2006
- Szlakiem Walk Majora Hubala

2007
- Memoriał Andrzeja Trochanowskiego